# Corgatha castaneorufa
Corgatha castaneorufa är en fjärilsart som beskrevs av Rothschild 1916. Corgatha castaneorufa ingår i släktet Corgatha och familjen nattflyn. Inga underarter finns listade i Catalogue of Life.